# Babușkî, Ciudniv
Babușkî (în ucraineană Бабушки) este localitatea de reședință a comunei Babușkî din raionul Ciudniv, regiunea Jîtomîr, Ucraina.

## Demografie
Componența lingvistică a localității Babușkî
     Ucraineană (98,23%)
     Rusă (1,62%)
     Alte limbi (0,15%)
Conform recensământului din 2001, majoritatea populației localității Babușkî era vorbitoare de ucraineană (98,23%), existând în minoritate și vorbitori de rusă (1,62%).